# Prak Mony Udom
Prak Mony Udom (ប្រាក់ មុន្នីឧត្តម; Phnom Penh, 24 marzo 1994) è un calciatore cambogiano, centrocampista dello Svay Rieng.

## Carriera

### Club
Ha giocato per cinque stagioni nella prima divisione cambogiana e per una stagione in quella malese.

### Nazionale
Dal 2011 gioca nella nazionale cambogiana.

## Statistiche

### Cronologia presenze e reti in nazionale
| Cronologia completa delle presenze e delle reti in nazionale ― Cambogia | Cronologia completa delle presenze e delle reti in nazionale ― Cambogia | Cronologia completa delle presenze e delle reti in nazionale ― Cambogia | Cronologia completa delle presenze e delle reti in nazionale ― Cambogia | Cronologia completa delle presenze e delle reti in nazionale ― Cambogia | Cronologia completa delle presenze e delle reti in nazionale ― Cambogia | Cronologia completa delle presenze e delle reti in nazionale ― Cambogia | Cronologia completa delle presenze e delle reti in nazionale ― Cambogia |
| Data                                                                    | Città                                                                   | In casa                                                                 | Risultato                                                               | Ospiti                                                                  | Competizione                                                            | Reti                                                                    | Note                                                                    |
| ----------------------------------------------------------------------- | ----------------------------------------------------------------------- | ----------------------------------------------------------------------- | ----------------------------------------------------------------------- | ----------------------------------------------------------------------- | ----------------------------------------------------------------------- | ----------------------------------------------------------------------- | ----------------------------------------------------------------------- |
| 27-03-2018                                                              | Dushanbe                                                                | Afghanistan                                                             | 2 – 1                                                                   | Cambogia                                                                | Qual. Coppa d'Asia 2019                                                 | -                                                                       |                                                                         |
| 12-11-2018                                                              | Mandalay                                                                | Birmania                                                                | 4 – 1                                                                   | Cambogia                                                                | Campionato dell'ASEAN di calcio                                         | -                                                                       | 61’                                                                     |
| 20-11-2018                                                              | Phnom Penh                                                              | Cambogia                                                                | 3 – 1                                                                   | Laos                                                                    | Campionato dell'ASEAN di calcio                                         | 1                                                                       |                                                                         |
| 10-10-2019                                                              | Tehran                                                                  | Iran                                                                    | 14 – 0                                                                  | Cambogia                                                                | Qual. Mondiali 2022                                                     | -                                                                       | 57’                                                                     |
| 15-10-2019                                                              | Phnom Penh                                                              | Cambogia                                                                | 0 – 4                                                                   | Iraq                                                                    | Qual. Mondiali 2022                                                     | -                                                                       | 68’                                                                     |
| 19-11-2019                                                              | Hong Kong                                                               | Hong Kong                                                               | 2 – 0                                                                   | Cambogia                                                                | Qual. Mondiali 2022                                                     | -                                                                       | 60’                                                                     |
| 7-6-2021                                                                | Arad                                                                    | Iraq                                                                    | 4 – 1                                                                   | Cambogia                                                                | Qual. Mondiali 2022                                                     | -                                                                       | 46’                                                                     |
| 9-12-2021                                                               | Singapore                                                               | Indonesia                                                               | 4 – 2                                                                   | Cambogia                                                                | AFF Suzuki Cup 2020 - 1º turno                                          | 1                                                                       | 57’                                                                     |
| Totale                                                                  |                                                                         | Presenze                                                                | 8                                                                       |                                                                         | Reti                                                                    | 2                                                                       |                                                                         |